# SpongyaBob Kockanadrág
A SpongyaBob Kockanadrág (eredeti cím: SpongeBob SquarePants) 1999-től futó, kétszeres Emmy-díjas amerikai televíziós 2D-s számítógépes animációs vígjátéksorozat, amely a Nickelodeon tévécsatorna egyik legnépszerűbb sorozata. A sorozat megalkotója Stephen Hillenburg, aki korábban tengerbiológus volt, majd 2018. november 26-án az ALS nevű betegségben vesztette életét. A sorozat gyártói a United Plankton Pictures és a Nickelodeon Animation Studios, forgalmazója a Viacom International Media Networks. A sorozat története a Csendes-óceán egyik lagúnájában, Bikinifenéken játszódik. Első részét Amerikában 1999. május 1-jén vetítették a 12. Nickelodeon Kid’s Choice Awards után. Július 17-én kezdték el a sorozat folyamatos vetítését a „Buborékfújás / Az elszakadt nadrág” epizódokkal. Magyarországon a Nickelodeon 2000. március 20-tól vetíti. 2012. szeptember 3-ától az RTL Klub is sugározta, hétköznap reggelente a Jó reggelt, skacok! című műsorblokkban (2021-ig az RTL társcsatornái a Cool TV és az RTL+ is adta). 2005. augusztus 21-étől a TV2 is adta a TV2 Matiné című műsorblokkban. 2019. április 1-től a Nickelodeon társcsatornája a Nicktoons is sugározza. 2025-től a TV2 Kids és a TV2 Comedy is sugározza.

## Cselekmény
Spongyabob Kockanadrág egy tengeri szivacs, aki egy ananászban lakik a tenger mélyén, a Kagyló sétányon. Két szomszédja van: Tintás Tunyacsáp, a Tintahal, aki egy moai-fejben lakik, és a tengeri csillag, Patrik (háza egy szikla alatt található). Spongyabob és Patrik jó barátok, egyszerű, már-már gyerekes viselkedésükkel néha az őrületbe kergetik Tunyacsápot.
A főhősök mindannyian Bikinifenéken egy tenger alatti városban laknak, amelyet egy klasszikus mintájára hoztak létre. (A hely minden bizonnyal a csendes-óceáni Marshall-szigetekhez tartozó Bikini-atollról kapta a nevét, melynek térségében 1946 és 1958 között kísérleti atom- és hidrogénbomba robbantások folytak, így egy teória szerint ez alakította Bikininifenék lakóit ilyenné.) Itt él Spongyabob háziállatával, Csigusszal, aki egy tengeri csiga, de a sorozatban inkább úgy viselkedik, mint egy macska. Rajta kívül kutyaszerű férgek, méhekre hasonlító medúzák, és madarakra hasonlító kagylók is élnek itt.
Spongyabob munkahelye a Rozsdás Rákolló nevű étterem, ahol Tunyacsáp is dolgozik iróniából pénztárosként. A hely tulajdonosa a fukar Rák úr (Eugene Herbert Krabs/Rák H. Jenő). Legnagyobb riválisa Plankton, aki pont a Rozsdás Rákollóval szemben nyitotta meg Veszélyes Vödör nevű éttermét, és mióta él, azon mesterkedik, hogy ellopja Rák úr specialitásának, a herkentyűburgernek a receptjét.
Spongyabob életében nagy szerepet játszik még Szandi Csovi, aki egy mókus. Texasból érkezett, és különleges búvárruha segítségével él a tenger mélyén. Meg kell még említeni Puff asszonyt, aki egy csónakvezető tanfolyamot tart. Spongyabob az elméleti órákon kiválóan teljesít, a gyakorlatban azonban rendszeresen elbukik. A városban lakik egy hal, akinek Fred a neve, mindig valamilyen szerencsétlenség folytán eltöri a lábát. Sok epizódban felkiált („a lábam!”), és szerelmes a helyi kórházban dolgozó nővérbe.

## Népszerűség
A Spongyabob Kockanadrág az egyetlen olyan rajzfilm, amely bekerült a Nielsen Top 10-es népszerűségi listájába. Korábban hasonló sikerre csak egy másik Nickelodeon-rajzfilm, a Fecsegő tipegők tett szert. Ami a különlegessége, hogy gyerekek és felnőttek körében egyaránt népszerű. Ennek oka valószínűleg az életszerű szituációk humoros formában történő ábrázolása lehet. Továbbá rengeteg olyan utalást is tartalmaz, amelyet csak az idősebb korosztály érthet meg.
A rajzfilmfigurával díszített tárgyakból 2014-ben évi 8 milliárd dollár értékben adtak el világszerte.

## Filmek

### Mozifilmek
Spongyabob – A mozifilm (2004) 
A film 2004. november 19.-én jelent meg. Eredetileg a sorozat fináléjának szánták, amikor Stephen Hillenburg még csak 3 évadosra szánta a sorozatot. A filmben Plankton ellopja Neptun (Neptunusz) koronáját; Rák úrra terelve a gyanút, hogy megszerezze a Herkentyűburger titkos receptjét, ami sikerül is neki. SpongyaBobra és Patrikra vár a feladat, hogy hat nap alatt visszahozzák a koronát Kagylóvárosból.
Spongyabob – Ki a vízből! (2015)
2012. február 28-án bejelentették, hogy elkészítik a mozifilm folytatását, amit eredetileg 2014-ben jelent volna meg, később a premiert átrakták a 2015. február 6-ra. A történet középpontjában a titkos recept áll, amit egy kalóz, Burger szakáll ellopott. Spongyabob és barátainak vissza kell szereznie a titkos receptet, hogy véget érjen a lázadás Bikinifenéken.
SpongyaBob: Spongya szökésben (2020)
2020. június 11-én jelent volna meg, de a koronavírus-járvány miatt 2020 július 31-re eltolták. A történetben Spongyabob háziállatát Csiguszt elrabolja Poszeidón, és elviszi Atlantisz városába. Spongyabobnak és Patriknak meg kell találniuk Csiguszt hogy megmentsék.
The SpongeBob Movie: Search for SquarePants
2022 februárjában jelentették be, hogy egy negyedik mozifim is készül, a címet 2023 áprilisában jelentették be, várhatóan 2025. december 19-én jelenik meg. A filmben Spongyabob az óceán mélyére utazik, ahol szembe kell szállnia a Bolygó Hollandival.

### Spin-off filmek
Bikinifenék megmentése: Szandi Csovi nagy kalandja (2024)
A film 2024. augusztus 02.-án jelent meg a Netflixen. A  B. O. O. T. S. nevű texasi laboratórium elrabolja Bikinifeneket, hogy kísérletekre használják, így Szandi és Spongyabob elindulnak hogy megmentsék a várost.
Plankton: The Movie
A filmet 2024 júniusában jelentették be és várhatóan 2025-ben jelenik meg. Plankton világa teljesen megváltozik, amikor a világuralomra irányuló terve meghiúsul.

## A sorozat története
1993-ban Stephen Hillenburg a Rocko kezdeteinél találta ki, hogy új rajzfilmbe kezd. Az első vázlatok már 1987 óta készen voltak, de csak a Rocko befejezése után, 1996-ban kezdődtek az érdemi munkálatok. Rengeteg ember csatlakozott a rajzfilmhez más stábokból (Hódító hódok, Doug, Hé, Arnold!, Akciócsoport most!), és az első epizódok 1999 júliusára mind elkészültek.
Az első epizód az 1999-es Nickelodeon Kid's Choice Award után került adásba („Alkalmazott kerestetik / Fenéktakarítás / Meghívás teára”). Akkoriban a Fecsegő tipegők volt a Nickelodeon csatorna legnépszerűbb sorozata, de a Spongyabob hamar az élre tört; butácska és elbűvölő humora a többi rajzfilm közül is kiemelte. Tom Kenny utánozhatatlan hangja és a tradicionális Spongya-kacagás fiatalok és idősek körében is megkedveltette a sorozatot.
A második évad már fejlettebb technikával készült, és még népszerűbb epizódok kerültek adásba. Hatására több rajzfilmkészítő cég gondolta, hogy kicsivel több felnőtt humort csempésznek új sorozataikba, így készült az Tündéri keresztszülők is, amely nem sokkal később a Spongyabob mögötti második helyet szerezte meg a Nickelodeonon. A sorozat 2002 elején volt a csúcson, ekkor készültek a klasszikus epizódok.
Ugyanebben az évben röppentek fel az első pletykák egy egész estés mozifilm elkészítéséről. A Nickelodeon ebben az évben meg akarta szüntetni a rajzfilmet, de rajongói petíciók hatására nem tették, s néhány új epizód készült. A harmadik évad 2004-ben ért véget, a „Spongyabob és a fojtogató / Kópéság” epizóddal.
2003-tól kezdve a nézettség és a népszerűség fokozatosan visszaesett, és komolyan kezdték fontolgatni, hogy leveszik a rajzfilmet a csatorna műsoráról. 2004 végén jelent meg a mozikban a Spongyabob – A mozifilm, amelynek hatalmas sikere volt. Ennek hatására bejelentették a folytatást is, amelynek a producere már nem Stephen Hillenburg volt (bár a háttérben maradt).
2005 májusában adásba került a negyedik évad, méghozzá az eddigiektől eltérő módon. Korábban ugyanis két 11 perces részből állt a rajzfilm, de most már hetente csak egy 11 perces részt adtak le. 2007-ben bejelentették, hogy elkészül a hatodik évadja is, mely 2008 és 2010 között került adásba. 2008 márciusában bejelentették, hogy elkészítik a hetedik évadot is, ami 2009 és 2011 között került adásba.

## Szereplők
| Szereplő (eredeti név)                         | Magyar hang | Eredeti hang     | Fajtája            | Leírás | Első megjelenés        |
| ---------------------------------------------- | --- | ---------------- | ------------------ | --- | ---------------------- |
| Spongyabob Kockanadrág (SpongeBob SquarePants) | Minárovits Péter (1–2. évad) Baráth István (3. évadtól) Seszták Szabolcs (énekhang 3. évadtól)                     | Tom Kenny        | Tengeri szivacs    | Rendkívül barátságos tengeri szivacs, a Rozsdás Rákolló szakácsa. Imádja a herkentyű burgert, a medúzavadászatot, a karatét és a buborékfújást, valamint a háziállatát, Csiguszt. Munkája mellett hajóvezetői tanfolyamra jár, ám alkalmatlansága miatt sosem sikerül letennie azt. | Alkalmazott kerestetik |
| Csigusz (Gary)                                 | Seder Gábor (1x30) Hamvas Dániel (8. évadtól)                                                                      | Tom Kenny        | Tengeri csiga      | Spongyabob háziállata. Bár csiga, mégis macska módjára viselkedik. A 9. évadban gazdája állítása szerint egy állatmenhelyről fogadta örökbe, azonban ezt a 2020-as Spongya Szökésben című filmben megcáfolták, miszerint Spongyabob egy táborban találkozott először vele.          | Alkalmazott kerestetik |
| Csillag Patrik (Patrick Star)                  | Bognár Tamás | Bill Fagerbakke  | Tengericsillag     | Spongyabob legjobb barátja, egy meglehetősen buta és ostoba, rózsaszínű tengeri csillag, aki néha a Rozsdás Rákollóban szeretne dolgozni. | Alkalmazott kerestetik |
| Tintás Tunyacsáp (Squidward Tentacles)         | Imre István (1x01-11x23) Dolmány Attila (11x24-)                                                                   | Rodger Bumpass   | Tintahal           | Spongyabob és Patrik közvetlen szomszédja, pontosabban kettőjük között él. Mogorva természetű, ki nem állhatja Spongyabob mániáit. Klarinéton játszik és nagyszerű művésznek tartja magát.                                                                                          | Alkalmazott kerestetik |
| Rák H. Jenő (Mr. Krabs)                        | Uri István (1x01-11x02) Petridisz Hrisztosz (11x03- )                                                              | Clancy Brown     | Vörös rák          | A Rozsdás Rákolló tulajdonosa. Meglehetősen fukar, még a saját magával szemben is. | Alkalmazott kerestetik |
| Szandi Csovi (Sandy Cheeks)                    | Kisfalvi Krisztina                                                                                                 | Carolyn Lawrence | Keleti szürkemókus | Intelligens mókustudós Texasból, aki a víz alatt él. | Meghívás teára         |
| Sheldon J. Plankton                            | Vizy György (1–3. évad) Németh Gábor (4x01-14x09-10) Galbenisz Tomasz (14. évad 11. részétől)                      | Mr. Lawrence     | Evezőlábú rák      | Gonosz zooplankton, aki minden erejével azon munkálkodik, hogy minél többet ártson a Rozsdás Rákollónak, és megszerezze a herkentyű burger titkos receptjét. | Plankton!              |
| Karen                                          | Keönch Anna (1–5. évad) Hámori Eszter (5. évadtól)                                                                 | Jill Talley      | Számítógép         | Plankton komputerizált felesége. Vele ellentétben Ő egy számítógép, akit maga Plankton hozott létre. | Plankton!              |
| Puff asszony (Mrs. Puff)                       | Némedi Mari (1–9. évad) Réti Szilvia (9. évad egyik része) Németh Kriszta (9-12. évad) Halász Aranka (12. évadtól) | Mary Jo Catlett  | Gömbhal            | Gömbhal, aki csónakvezetői tanfolyamot tart. Spongyabob gyakorta az őrületbe kergeti amikor a vezetést gyakorolja. | A vizsga               |
| Pearl Krabs                                    | Pap Katalin | Lori Alan        | Ámbráscet          | Rák úr lánya, tipikus mai tinédzser, aki soha sem hallgat a figyelmeztetésekre. Apjával ellentétben ő egy bálna. | A Nyikorgó Csizma      |
| Felolvasó                                      | Tóth G. Zoltán (1. hang) Kovács M. István (2. hang) Bordi András (3. hang) Orosz Gergely (4. hang)                 | (nincs hang)     | Ember              | Sokszor nem tartozik bele a sztoriba, de néha kommunikál a szereplőkkel. Felolvassa az időt jelző kártyákat, és narrál a jelenethez. | Alkalmazott kerestetik |

További magyar hangok: Bácskai János, Bartók László,  Bergendi Áron, Berkes Bence, Bodrogi Attila, Bolla Róbert, Czvetkó Sándor, Csuha Lajos, Elek Ferenc, Faragó András, Fehér Péter, Fekete Zoltán, Forgács Gábor, Fellegi Lénárd, Galambos Péter, Garai Róbert, Gardi Tamás, Hamvas Dániel Hám Bertalan, Hermann Lilla, Horváth Illés, Illyés Mari, Jakab Csaba, Joó Gábor, Kapácsy Miklós, Kassai Ilona, Karsai István, Kassai Károly, Kerekes József, Kokas Piroska, Kossuth Gábor, Kiss Anikó, Király Adrián, Majorfalvi Bálint, Markovics Tamás, Menszátor Magdolna, Nagy Gereben, Nemes Takách Kata,
Némedi Mari, Németh Kriszta, Pálfai Péter, Petridisz Hrisztosz (2-10. évad között), Pekár Adrienn, Péter Richárd, Presits Tamás, Pipó László, Pupos Tímea, Rába Roland, Sági Tímea, Seder Gábor, Sipos Eszter Anna, Sörös Miklós Schneider Zoltán, Szabó Gertrúd, Szalay Csongor, Szrna Krisztián,  Tarján Péter, Szokol Péter, Törköly Levente, Vass Gábor, Varga Rókus, Varga Tamás, Vadász Bea, Vári Attila,  Végh Ferenc, Vida Péter, Welker Gábor, 

### További szereplők
- Erőberő és Kobaka (Mermaidman and Barnacleboy) – Kiöregedett tengermélyi szuperhősök.
- Languszta Larry/Larry a homár – Barátságos természetű, sportos, kigyúrt langusztarák. Eredeti hangja: Mr. Lawrence, Magyar hangja: Kapácsy Miklós (1. hang), Hegedűs Miklós (2. hang), Kisfalusi Lehel (5. évad egyik része), Takátsy Péter (Larry konditerme című epizód), Pál Tamás (3. hang , 11. évadtól)
- Félszem, a kalóz (a későbbi évadokban az eredeti nevén hívják, Patchy-nak) – A sorozat egyetlen élő szereplője. Ritkán bukkan fel, főleg különkiadásokban. Spongyabob eredeti hangja, Tom Kenny alakítja. Magyar hang: Katona Zoltán (2-6. évadig), Törköly Levente (8. évadtól)
- Potty – Félszem, a Kalóz papagája, aki gyakran rosszalkodik. Angol hangja Stephen Hillenburg, magyar hangja Csuha Lajos.
- Bolygó Hollandi – Hosszú szakállú, zöld szellem, kalóz.
- Gonoszok: Piszkos Buborék (korábban: Koszbuborék), Rájadög (korábban: Sugárember), Csibész Csiga, Jetirák, Atom Lepényhal, Firkabob (A „Frankenfirka” című részben keltette életre Spongyabob) A buborék és Sugárember kivételével csak egy részben szerepelnek.
- Fred – Fred egy olyan hal akinek folyton megsérül a lába. (Seder Gábor (eredeti magyar hang) Kisfalusi Lehel (csak „A lábam!” című részben)
Kapácsy Miklós (Valami Bűzlik)

## Nevek
A magyar szinkronban több félrefordítás és szinkroncsere történt:

### Helyszínek nevei
| Évad                      | Epizód                                          | The Krusty Krab  | Chum Bucket     | Goo Lagoon    | Jellyfish Fields | Glove World   | Rock Bottom  |
| ------------------------- | ----------------------------------------------- | ---------------- | --------------- | ------------- | ---------------- | ------------- | ------------ |
| 1. évad                   | 1. évad                                         | Rozsdás Ráktanya | Veszélyes Vödör | Gú Lagúna     | Medúza rét       | Kesztyű Park  | Szikla Fenék |
| 2. évad                   | "Texas" és "Horgok"; 2. évadtól                 | Rozsdás Rákolló  | Veszélyes Vödör | –             | –                | Kesztyű Világ | –            |
| Spongyabob – A mozifilm   | –                                               | Rákcsáló         | Nagy Fogás      | –             | –                | –             | –            |
| 4. évad                   | Ellenség a családban                            | Rozsdás Rákolló  | Lyukas Vödör    |               | –                | –             | –            |
| 4. évad                   | 4. évadtól                                      | Rozsdás Rákolló  | Veszélyes Vödör | Ragacs lagúna | Medúza mezők     | –             | –            |
| 5. évad                   | Felújítás, Hopszi kontra SpongyaBob             | Rozsdás Rákolló  | Vödör           | –             | –                | –             | –            |
| 6. évad                   | A titkos összetevő, Plankton adagja             | Rozsdás Rákolló  | Csámcsogó       | –             | –                | –             | –            |
| 6. évad                   | A pillanatnak élni, Spongyabob és a nagy hullám | Rozsdás Rákolló  | Veszélyes Vödör | Ragacs Lagúna | –                | –             | –            |
| 6. évad                   | Spongyabob, a főnök                             | Rozsdás Rákolló  | Vödör           | –             | –                | –             | –            |
| 6. évad                   | 6. évadtól ezidáig                              | Rozsdás Rákolló  | Veszélyes Vödör | Ragacs lagúna | Medúza mezők     | –             | –            |
| Spongyabob – Ki a vízből! | –                                               | Rozsdás Rákolló  | Vödör           | –             | –                | –             | –            |

### Szereplők nevei
Az egyik leggyakrabban változtatott nevek a két szuperhősnek voltak. Az 1. évadban Mermaidmannak (kövér, narancssárga ruhát visel) Erőberő volt a neve, BarnacleBoy-nak (vékony, nagy orrú) pedig Kobaka. Ám a 2. évadban Mermaidman a Hopszi nevet kapta, a másik viszont maradt Kobaka. A 3. évadban Mermaidman Kobaka lett, BarnacleBoy Hopszi lett. Ugyanez volt a 4. évadban. Az 5. évadban az „Éjszakai fények” című részben Mermaidman ismét Erőberő lett, BarnacleBoy meg ismét Kobaka. Szintén a magyarban mindig mások voltak a szereplők szinkronhangjai. 2012-ben Mermaidman eredeti hangja elhunyt. Valószínűleg emiatt nem szerepeltek többet a sorozatban, csak tárgyakon tűntek fel.
| Évad    | Epizód                                 | Mermaidman magyar neve | BarnacleBoy magyar neve | Mermaidman szinkronhangja                                          | BarnacleBoy szinkronhangja |  |
| ------- | -------------------------------------- | ---------------------- | ----------------------- | ------------------------------------------------------------------ | -------------------------- |  |
| 1. évad | Erőberő és Kobaka, Erőberő és Kobaka 2 | Erőberő                | Kobaka                  | Varga Tamás (Erőberő és Kobaka) Orosz István (Erőberő és Kobaka 2) | Lázár Sándor               |  |
| 2. évad | Hopszi és Kobaka 3                     | Hopszi                 | Kobaka                  | Kajtár Róbert                                                      | Végh Ferenc                |  |
| 3. évad | Hopszi és Kobaka 4, Hopszi és Kobaka 5 | Kobaka                 | Hopszi                  | Varga Tamás                                                        | Lázár Sándor               |  |
| 4. évad | Hopszi és Kobaka 6 – A mozgókép        | Kobaka                 | Hopszi                  | Varga Tamás                                                        | Csuha Lajos                |  |
| 5. évad | Éjszakai fények                        | Erőberő                | Kobaka                  | Orosz István                                                       | ?                          |  |
| 5. évad | Hopszi kontra SpongyaBob               | Hopszi                 | Kobaka                  | Orosz István                                                       | Varga Tamás                |  |
| 6. évad | Lógás, Társasozzunk!                   | Erőberő                | Kobaka                  | Orosz István                                                       | Varga Tamás                |  |
| 7. évad | Vissza a múltba                        | Erőberő                | Kobaka                  | Orosz István                                                       | Beratin Gábor              |  |
| 8. évad | Erőberő és Kobaka: A kezdet            | Erőberő                | Kobaka                  | Orosz István                                                       | Beratin Gábor              |  |
| 8. évad | Hajrá, szupergonosz csapat!            | Erőberő                | Kobaka                  | Seder Gábor                                                        | Kisfalusi Lehel            |  |
| 9. évad | Patrik-ember                           | Erőberő                | Kobaka                  | Orosz István                                                       | Tarján Péter               |  |

Érdekesség még, hogy a mellékszereplők szinkronhangja gyakran változik. Például, Varga Tamás, aki Mermaidmannak adta a magyar hangját, sokszor a Bolygó Hollandit is gyakran megszólaltatta. Ám a szellem szinkronhangja is mindig változik. Az 5. évad „Pénz beszél” című részében a szellemet már Repülő Hollandinak hívják. De a két szuperhős ellenségei között is van némi változás.
| Évad     | Epizód                             | ManRay                                       | The Dirty Bubble                                                  | ManRay szinkronhangja   | The Dirty Bubble szinkronhangja              |
| -------- | ---------------------------------- | -------------------------------------------- | ----------------------------------------------------------------- | ----------------------- | -------------------------------------------- |
| 1. évad  | Erőberő és Kobaka 2.               | –                                            | A piszkos buborék                                                 | –                       | ?                                            |
| 2. évad  | Hopszi és Kobaka 3                 | Sugárember                                   | Spongyabob megemlíti Buborék néven, de nem szerepel az epizódban. | Bolla Róbert            | –                                            |
| 3. évad  | Hopszi és Kobaka 5                 | Szarvacska                                   | Koszbuborék                                                       | Bolla Róbert            | ?                                            |
| 4. évad  | Hopszi és Kobaka 6 – A mozgókép    | Plankton játssza el, de a nevét nem említik. | Koszbuborék                                                       | Németh Gábor (Plankton) | –                                            |
| 4. évad  | Láttad ezt a csigát?               | –                                            | Koszbuborék                                                       | –                       | Csak a dobozon szerepel, de nem jelenik meg. |
| 5. évad  | Hopszi kontra SpongyaBob           | Gonifác                                      | –                                                                 | Papucsek Vilmos         | –                                            |
| 6. évad  | Társasozzunk!                      | Ray                                          | -                                                                 | Petridisz Hrisztosz     | -                                            |
| 7. évad  | Vissza a múltba, A gonoszok klubja | Rájadög                                      | A piszkos buborék                                                 | Bolla Róbert            | Petridisz Hrisztosz                          |
| 9. évad  | Patrikember                        | Rájadög                                      | A piszkos buborék                                                 | Csak megemlítik         | ?                                            |
| 11. évad | Rájadög visszatér                  | Rájadög                                      | _                                                                 | Schneider Zoltán        | _                                            |

Tunyacsáp ellenségei között is van egy gyöngyszem: Squilliam Fancyson.
| Évad    | Epizód                | Squilliam magyar neve | Szinkronhangja      |
| ------- | --------------------- | --------------------- | ------------------- |
| 2. évad | A tűzoltózenekar      | Lábasfejű Leontin     | Katona Zoltán       |
| 3. évad | Leontin visszatér     | Lábasfejű Leontin     | Wohlmuth István     |
| 6. évad | Mesés otthonok        | Hucli Csodapacsáp     | Fehér Péter         |
| 6. évad | Tunyacsáp tanár úr    | Tehetséges Tunyilliam | Katona Zoltán       |
| 7. évad | A tánclecke           | Lábasfejű Leontin     | Petridisz Hrisztosz |
| 7. évad | Tintás a szemétdombon | Lábasfejű Leontin     | Kapácsy Miklós      |
| 7. évad | Vissza a múltba       | Lábasfejű Leontin     | ?                   |

## Évados áttekintés
| Évad | Évad | Epizódok | Eredeti sugárzás   | Eredeti sugárzás   | Magyar sugárzás    | Magyar sugárzás     |
| Évad | Évad | Epizódok | Évadpremier        | Évadfinálé         | Évadpremier        | Évadfinálé          |
| ---- | ---- | -------- | ------------------ | ------------------ | ------------------ | ------------------- |
|      | 1    | 20 (41)  | 1999. május 1.     | 2001. március 3.   | 2000. január 1.    | 2001. április 16.   |
|      | 2    | 20 (39)  | 2000. október 26.  | 2003. július 26.   | 2001. április 21.  | 2002. augusztus 25. |
|      | 3    | 20 (37)  | 2001. október 5.   | 2004. október 11.  | 2004. október 2.   | 2005. július 3.     |
|      | 4    | 20 (38)  | 2005. május 6.     | 2007. július 24.   | 2006. június 5.    | 2007. március 25.   |
|      | 5    | 20 (41)  | 2007. február 19.  | 2008. október 13.  | 2008. november 25. | 2009. november 28.  |
|      | 6    | 26 (48)  | 2008. március 3.   | 2010. július 5.    | 2009. április 8.   | 2011. január 6.     |
|      | 7    | 26 (50)  | 2009. július 19.   | 2011. június 11.   | 2010. december 27. | 2012. április 18.   |
|      | 8    | 26 (47)  | 2011. március 26.  | 2012. december 6.  | 2012. január 14.   | 2014. november 23.  |
|      | 9    | 26 (49)  | 2012. július 21.   | 2017. február 20.  | 2013. november 11. | 2017. július 2.     |
|      | 10   | 11 (22)  | 2016. október 15.  | 2017. december 2.  | 2017. április 28.  | 2017. október 16.   |
|      | 11   | 26 (50)  | 2017. június 24.   | 2018. november 25. | 2017. október 18.  | 2019. március 18.   |
|      | 12   | 26 (48)  | 2018. november 11. | 2022. április 29.  | 2019. március 19.  | 2022. november 14.  |
|      | 13   | 26 (52)  | 2020. október 22.  | 2023. november 1.  | 2021. november 18. | 2023. december 1.   |
|      | 14   | 13 (22)  | 2023. november 2.  | 2024. december 2.  | 2024. április 29.  | 2024. december 2.   |
|      | 15   | 13 (26)  | 2024. július 24.   | 2025. június 20.   | 2024. november 20. | TBA                 |
|      | 16   | 13 (23)  | 2025. június 27.   | TBA                | TBA                | TBA                 |

## Filmek
| Cím                                          | Megjelenés         | Rang     |
| -------------------------------------------- | ------------------ | -------- |
| Spongyabob – A mozifilm                      | 2004. november 19. | mozifilm |
| Atlantisz KockaNadrantisz                    | 2007. november 12. | tévéfilm |
| Mi történhetett Spongyabobbal?               | 2008. október 13.  | tévéfilm |
| Spongyabob a hűtő csapdájában                | 2009. december 30. | tévéfilm |
| Spongyabob – Ki a vízből!                    | 2015. február 6.   | mozifilm |
| Spongyabob szenzációs szülinapi szuperbulija | 2019. július 12.   | tévéfilm |
| SpongyaBob: Spongya szökésben                | 2021. március 4.   | mozifilm |

## Rövidfilmek
- Asztrológia Tintás Tunyacsáppal
- Patrik, a hóember
- Plankton ünnepi slágerei
- Hogy a tudodhogy lopták el a tudodmit?
- Nicktoon karácsony
- Végtelen nyár
- Mi lenne, ha SpongyaBob eltűnne?
- Forgalmi dugó
- Az időgép hősei
- Neptun király története
- A felszerelés
- Szörfözés-álmok
- SpongyaIsten
- Spongyadeszka
- Separation Anxiety
- Sandy's Vacation in Ruins
- Pite
- Penészes Spongya
- Lessons Learned
- Juiceman
- Lufik
- Spongya-kendvencek karácsonya

## Spin-offok

### Korall tábor: SpongyaBob alsós évek
2019. február 14-én bejelentették hogy a Spongyabob Kockanadrág kap egy akkor még névtelen spin-offot. 2019. június 4-én jelentették be hogy a Kamp Koral címet kapja, de 2020. február 19-én módosult. A történetben Spongyabob még csak tízéves, és barátaival a Kamp Koral nevű nyári táborban töltik az idejüket. Eredetileg 2020 júliusában jelent volna meg, de 2020. július 30-án bejelentették hogy ehelyett a Paramount+ nevű streaming szolgáltatón lesz bemutatva 2021. március 4-én. Magyarországon 2021. november 15-én került bemutatásra a Nickelodeonon, míg az év november 22-én volt a Nicktoonson.

### Csillag Patrik műsora
2020. augusztus 10-én bejelentették, hogy a Spongyabob Kockanadrág kap egy másik spin-offot. A történet középpontjában Csillag Patrik áll, aki családja támogatásával beszélgetős műsort csinál. A sorozat premierje Amerikában 2021. július 9-én, míg Magyarországon 2022. május 13-án volt a Nickelodeonon és a Nicktoonson.

## Zene
- A nyitódal a „Blow The Man Down” című tengerésznótára épül, és Patrick Pinney énekli. Több feldolgozása is született (“Weird Al” Yankovic, Avril Lavigne).
- Klasszikus tengerésznóták, mint a „Baj van a részeg tengerésszel” is gyakran felbukkannak. Ezek többsége az Associated Production Music-tól van licencelve, nem ritka hát, hogy több rajzfilmben is felbukkannak (A Simpson család, Ren és Stimpy, Rocko, László tábor).
- Aláfestő hangeffektusként hawaii ukulele is felbukkan.
- A „Téli álom” című rész zenéjét a Pantera együttes szolgáltatta.

## Pszichológiai hatása
Amerikai tudósok megállapították, hogy a gyors tempójú rajzfilm nézése figyelemzavart és tanulási nehézséget okozhat a négyéves gyerekek körében.

## Érdekességek
Egy 2011-ben felfedezett gombafajt Spongiforma squarepantsii-nek neveztek el a rajzfilmkarakter tiszteletére.